# Us and Them: Symphonic Pink Floyd
Us and Them: Symphonic Pink Floyd (с англ. — «Мы и они: Симфонический Pink Floyd») — трибьют-альбом, записанный в 1995 году Лондонским филармоническим оркестром, на котором представлены инструментальные варианты композиций группы Pink Floyd в жанре классической музыки. В создании записи участвовали два музыканта из британской группы Killing Joke: Джез Коулман, выполнивший аранжировку композиций, и Мартин Гловер, спродюсировавший альбом.
Us and Them: Symphonic Pink Floyd включает 6 треков из альбома 1973 года The Dark Side of the Moon и 3 трека из альбома 1979 года The Wall.
Помимо кавер-версий композиций Pink Floyd, записанных в жанре классической музыки, в альбом включена кавер-версия композиции Time в стиле эмбиент.
Первоначальная запись альбома производилась в Лондоне, в студии Air Lyndhurst Studios, дальнейшая запись и микширование осуществлялись ещё в двух лондонских студиях — в Olympic Studios и в Townhouse Studios. Партия акустической гитары в композиции «Comfortably Numb», сыгранная Гилбертом Байберианом (Gilbert Biberian) и партия педальной слайд-гитары в «Breathe in the Air», сыгранная Би Джей Коулом (B. J. Cole), были записаны в студии Hook End Manor, расположенной в небольшой деревне Чекендон (Checkendon) в графстве Оксфордшир. Сведение альбома производилось в студиях Hook End Manor, Chop Em Out и Big Life Studios.
Название на титульной стороне обложки альбома: Us And Them — Symphonic Pink Floyd, на обратной стороне: The Symphonic Music Of Pink Floyd.
Дизайн обложки альбома создан Роджером Дином.
Us and Them: Symphonic Pink Floyd занимал первую строчку в хит-параде Classical Crossover Albums Billboard.

## Список композиций
| №   | Название                                                                       | Автор(ы)                                             | Длительность |
| --- | ------------------------------------------------------------------------------ | ---------------------------------------------------- | ------------ |
| 1.  | «Time» (Время)                                                                 | Дэвид Гилмор, Ник Мейсон, Ричард Райт, Роджер Уотерс | 8:11         |
| 2.  | «Brain Damage» (Повреждение мозга)                                             | Уотерс                                               | 5:09         |
| 3.  | «Another Brick in the Wall (Part II)» (Ещё один кирпич в стене (часть 2))      | Уотерс                                               | 8:25         |
| 4.  | «Comfortably Numb» (Комфортное онемение)                                       | Гилмор, Уотерс                                       | 5:25         |
| 5.  | «Breathe in the Air» (Вдохни воздух)                                           | Гилмор, Райт, Уотерс                                 | 4:01         |
| 6.  | «Money» (Деньги)                                                               | Уотерс                                               | 6:42         |
| 7.  | «The Great Gig in the Sky» (Великое шоу в небесах)                             | Райт, Клэр Торри                                     | 5:07         |
| 8.  | «Nobody Home» (Никого нет дома)                                                | Уотерс                                               | 6:23         |
| 9.  | «Us and Them» (Мы и они)                                                       | Райт, Уотерс                                         | 11:33        |
| 11. | «Time (The Old Tree with Winding Roots Behind the Lake of Dreams Mix)» (Время) | Гилмор, Мейсон, Райт, Уотерс                         | 10:40        |

## Участники записи
- Лондонский филармонический оркестр;
- Питер Шульц (Peter Scholes) — дирижёр;

а также
- Абуд Абдель Али (Aboud Abdel Ali) — виолончель;
- Стивен Смолл (Stephen Small) — фортепиано;
- Гилберт Байбериан (Gilbert Biberian) — акустическая гитара;
- Би Джей Коул (B. J. Cole) — педальная слайд-гитара.

Продюсирование и звукозапись
- Мартин Гловер (Youth) — продюсер;
- Джез Коулман — аранжировка;
- Найджел Уолтон (Nigel Walton) — сведение;
- Крис Поттер (Chris Potter) — звукоинженер;
- Руперт Коулсон (Rupert Coulson) — ассистент звукоинженера;
- Ричард Лоу (Richard Lowe) — звукоинженер (студия Hook End Manor);
- Хьюго Николсон (Hugo Nicolson) — звукоинженер (микширование);
- Gordon Jee, Marguery Greenspam — креативная группа;
- Kurt Munkacsi, Pete Smith, Philip Glass, Rory Johnston — исполнительные продюсеры;
- Brian K. Lee — звукоинженер (мастеринг);
- Michael Riesman — консультант (мастеринг);
- Gary Hughes — программирование.

Дизайн
- Роджер Дин;
- Мартин Дин (Martyn Dean).